# Symydobius fumus
Symydobius fumus är en insektsart som beskrevs av Ge-Xia Qiao och G.-x. Zhang 2002. Symydobius fumus ingår i släktet Symydobius och familjen långrörsbladlöss. Inga underarter finns listade i Catalogue of Life.